# Cipriano Mera
Cipriano Mera Sanz ( Madrid, 4 de novembro de 1897 - Saint-Cloud, França, 24 de outubro de 1975) foi uma figura política e militar durante a Segunda República Espanhola.

## Início da vida
Ele teve dois filhos (Floreal e Sergio) com sua parceira Teresa Gómez. Cipriano iniciou trabalhando como pedreiro, logo se uniu ao movimento anarquista e presidiu o sindicato da construção da Confederação Nacional do Trabalho (CNT) de Madrid. Durante o congresso celebrado em Saragoça, três meses antes do início da Revolução Espanhola, ele era a favor dos setores mais radicais, colaborando com a Federação Anarquista Ibérica (FAI). Mera liderou uma greve dos trabalhadores da construção, eletricistas e operadores de elevador em Madrid, em junho de 1936, como resultado ele foi preso no início de julho.

## Guerra Civil Espanhola
Ele foi libertado no inicio da Guerra Civil Espanhola e liderou uma coluna que extinguiu o levante dos rebeldes nacionalistas em Guadalajara, Alcalá de Henares e Cuenca.
Em seguida defendeu a barragens de Lozoya, que abastecia Madrid, e lutou nas serras de Ávila e no vale do  Tiétar. A ele foi dado o comando da XIV ª Divisão atuando na defesa de Madrid, e nas Batalha de Guadalajara (março de 1937) e de Brunete (julho de 1937). Ele substituiu Juan Perea Capulino no comando o IV Corpo do Exército do Centro. Em abril de 1938 foi promovido a tenente-coronel.

## O fim da guerra
Em 1939 Mera estava convencido, assim como muitos outros, de que os republicanos seriam derrotados. Quando Juan Negrín, apoiado pelos comunista do PCE, se recusou a iniciar as tratativa de um acordo de paz com Francisco Franco, Mera decidiu apoiar Segismundo Casado, comandante do Exército Republicano do Centro, e Julián Besteiro do Partido Socialista (PSOE) para encenar um golpe de Estado e estabelecer uma junta militar anti-Negrín e anti-stalinista.
Em março de 1939 ele se uniu ao levante do coronel Casado para acelerar o fim da guerra e para impedir o partido comunista (PCE) de controlar a zona republicana. Suas forças foram fundamentais para a vitória de Casado em Madrid contra o Io Corpo de Exército do Centro enviado pelo PCE para derrotar o levante.

## Exílio e morte
Ele retirou-se para Valência no final da guerra e de avião foi para Orã e Casablanca, mas foi extraditado para a Espanha em fevereiro de 1942. Em 1943, ele foi condenado à morte, uma sentença que foi diminuida para 30 anos de prisão, sendo porém ele libertado em 1946. Ele emigrou no ano seguinte para Paris, onde trabalhou como pedreiro até sua morte em St. Cloud, França, em 1975.

## Filmes
Ele apareceu como ele mesmo no filme de 1936 de produção da CNT "Castilla Libertária". Em 2009, foi exibido um documentário intitulado "Vivir de Pie: Las Guerras de Cipriano Mera." (Vivendo em seus pés: as lutas dos Cipriano Mera).